# Parc départemental de la Roseraie
Ne doit pas être confondu avec Roseraie du Val-de-Marne.
Le parc départemental de la Roseraie est un jardin à l'anglaise de France situé dans le Val-de-Marne, à l'Haÿ-les-Roses, au sud de Paris. Il comporte en son sein la roseraie du Val-de-Marne, des pelouses et des espaces boisés.
Accessible par l'avenue Larroumès, il est traversé par le sentier de grande randonnée 11 et une variante de la sentier de grande randonnée de pays Ceinture Verte de l'Île-de-France.

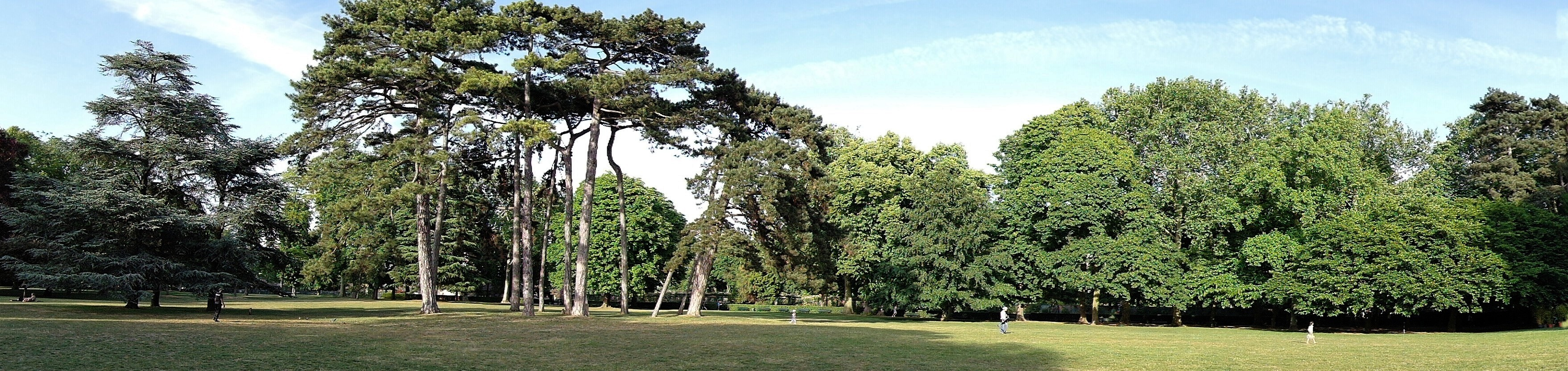
Vue d'une pelouse arborée du parc départemental de la Roseraie.